# René Antoine Vinchon
Pour les articles homonymes, voir Vinchon.
René Antoine Vinchon, né le 24 décembre 1835 à Paris et mort le 14 novembre 1910 à Joué-lès-Tours, est un peintre français.

## Biographie
René Antoine Vinchon est né le 24 décembre 1835 à Paris,. Peintre de genre et d'histoire, il est l'élève de son père Auguste Vinchon et d'Alexandre Hesse. Il débute au Salon en 1864,.

## Œuvres
- Deux contre un, musée d'Amiens[2],[4].
- Jeune garçon au bord de l'Anio[2].
- Campagne de Rome[2].
- Agar et Ismaël[2].
- Éros[2].
- Léda[2].
- Saint Jean-Baptiste[2].
- La Nymphe Peristère qui fut changée en colombe[2].
- Le Petit poisson et le pécheur[2].
- Marie-Madeleine[2].
- David[2].
- Narcisse[2].